# Laugarfjall

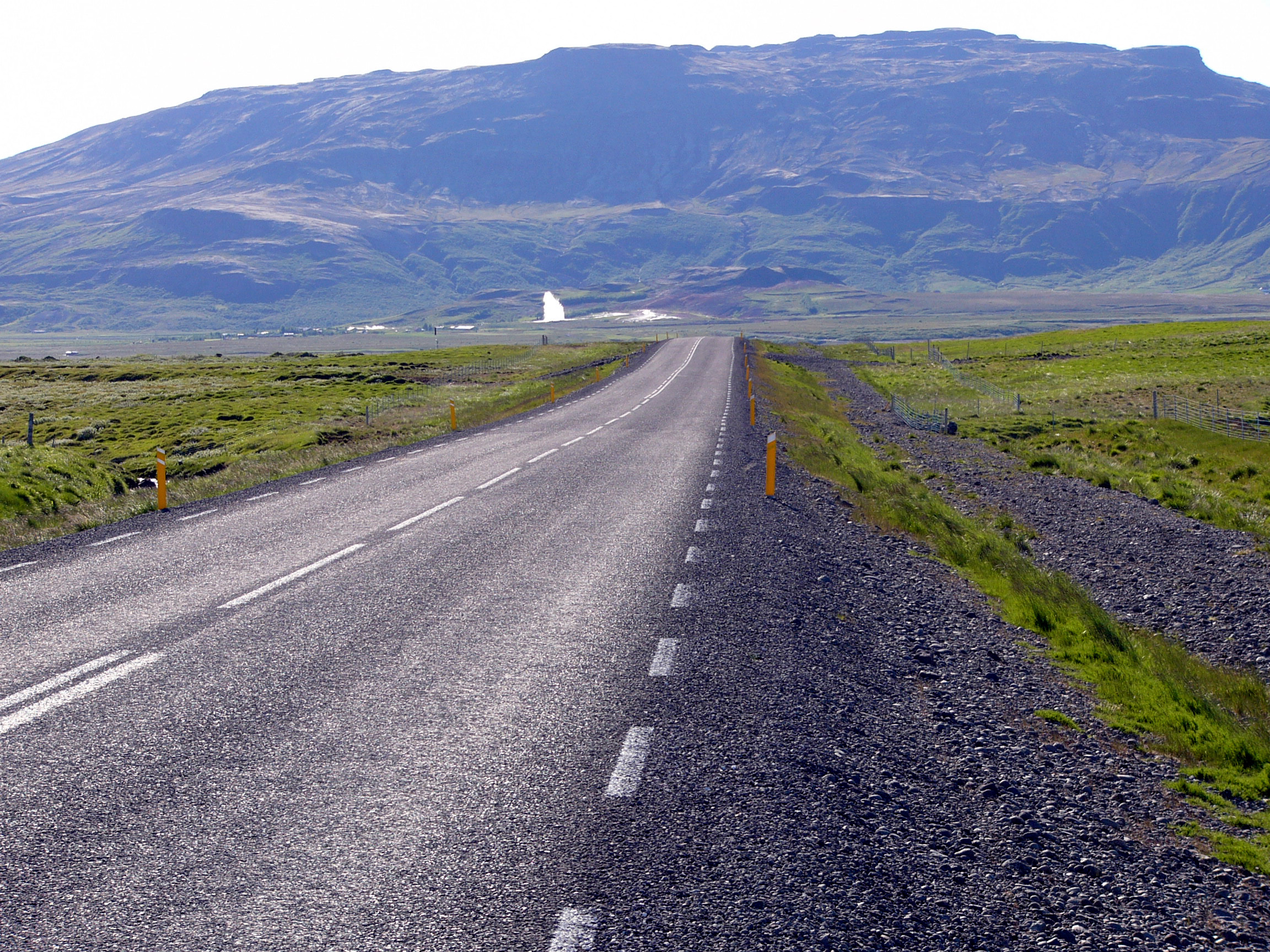
Blick von Osten auf das Hochtemperaturgebiet mit den Geysiren, den kleineren Berg direkt hinter den Geysiren, Laugarfjall, und den viel höheren Berg Bjarnarfell

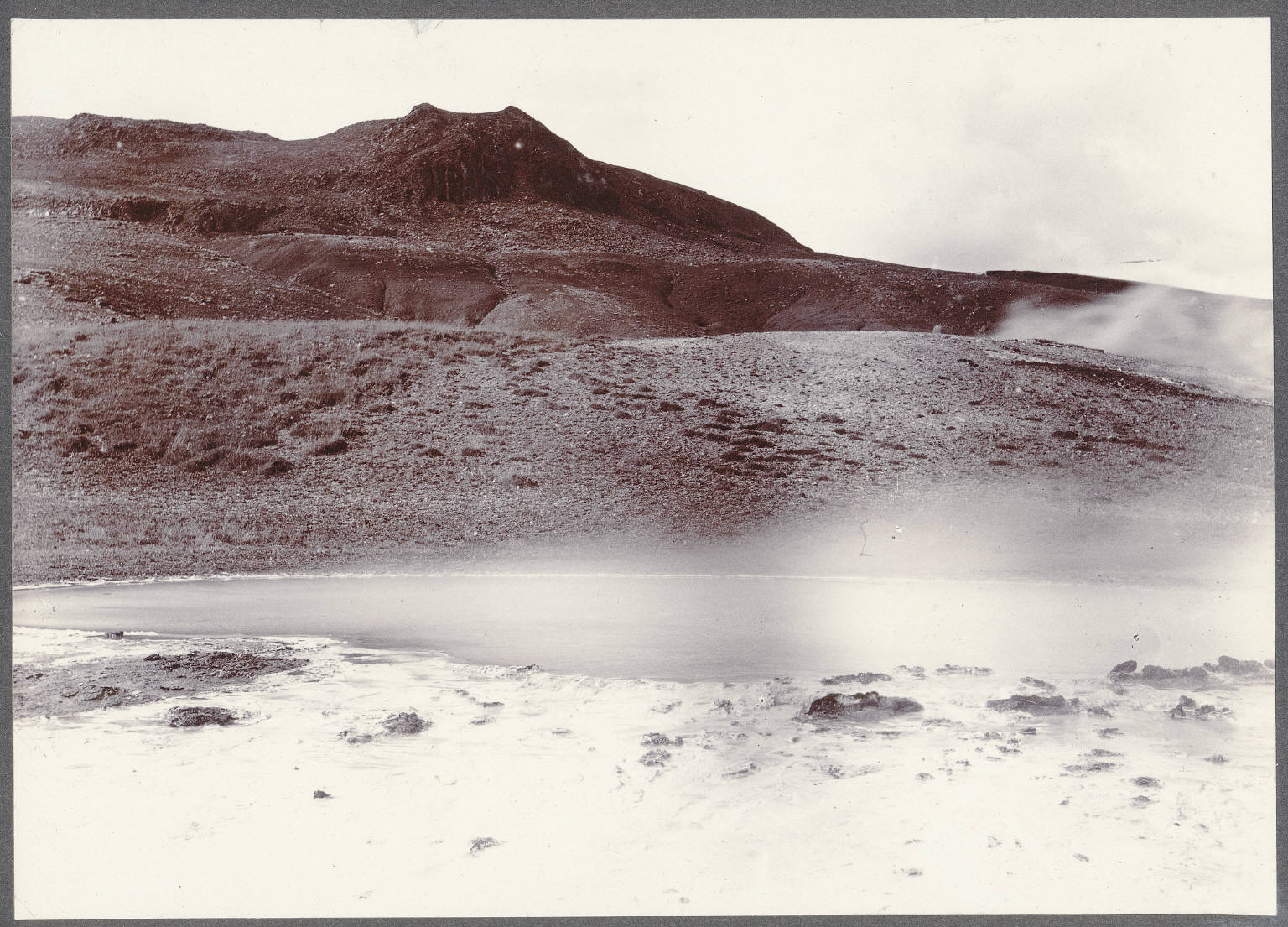
Laugarfjall gesehen von den heißen Quellen, ca. 1900

Laugarfjall ist ein 187 m hoher aktiver Vulkan in Island. Er liegt auf dem Gemeindegebiet von Bláskógabyggð.

## Lage
Der Laugarfjall liegt im Süden des Landes beim Haukadalur im Bezirk Árnessýsla. Er ist bekannt für das Hochtemperaturgebiet mit den Geysiren an seinem Fuße.

## Name
Der Name Laugarfjall deutet auf seine Lage hin: Er bedeutet „Berg der warmen Quellen“, fjall = Berg, laug = warme Quelle.

## Charakteristika
Es handelt sich um einen Lavadom aus Rhyolith.
Schon aus der Ferne erkennt man ihn an seinem rötlich gefärbten Gestein. Dieses ist auf die Oxidation von Eisen zurückzuführen, ein Vorgang, der sich in den meisten Hochtemperaturgebieten findet, weil die Hitze im Gestein verschiedenste Mineralien austreten lässt.

## Geysire
Bei den Geysiren handelt es sich um eine der bekanntesten Sehenswürdigkeiten von Island. Am bekanntesten sind der Große Geysir und der im 20. Jahrhundert zuverlässig aktive Geysir Strokkur. Darüber hinaus liegen hier noch viele andere Springquellen und heiße Quellen.
Schon in den Oddverjaannalen aus dem Jahre 1294 wird berichtet, dass aus dem Berg große Quellen hervorbrechen würden. Bereits im Mittelalter wurde auch die ständige Veränderlichkeit des Gebietes festgestellt: Neue Quellen entstehen und andere verschwinden.

## Wanderung auf den Berg
Den Laugarfjall kann man besteigen, indem man auf Wanderwegen das Geothermalgebiet durchquert. Von oben bietet sich eine gute Aussicht über die Geysire und weit ins Hochland hinein bis zum ebenfalls vulkanischen Gebirgszug Kerlingarfjöll, aber auch nach Südosten zur Hekla.